# Związek gmin Neckartenzlingen
Związek gmin Neckartenzlingen – związek gmin (niem. Gemeindeverwaltungsverband) w Niemczech, w kraju związkowym Badenia-Wirtembergia, w rejencji Stuttgart, w regionie Stuttgart, w powiecie Esslingen. Siedziba związku znajduje się w miejscowości Neckartenzlingen, przewodniczącym jego jest Herbert Krüger.
Związek zrzesza sześć gmin wiejskich:
- Altdorf, 1 484 mieszkańców, 3,25 km²
- Altenriet, 1 933 mieszkańców, 3,35 km²
- Bempflingen, 3 348 mieszkańców, 6,27 km²
- Neckartailfingen, 3 771 mieszkańców, 8,26 km²
- Neckartenzlingen, 6 150 mieszkańców, 9,03 km²
- Schlaitdorf, 1 783 mieszkańców, 7,31 km²